# (7053) 1989 FA
A (7053) 1989 FA a Naprendszer kisbolygóövében található aszteroida. Atsushi Sugie fedezte fel 1989. március 28-án.